# Chachapoyas (thành phố)
Chachapoyas (phát âm tiếng Tây Ban Nha: [tʃa.tʃaˈpo.ʝas]) là một thành phố ở phía bắc Peru ở độ cao 2.335 mét (7.661 ft). Nó có dân số 32.026 người theo thống kê năm 2017. Nằm ở vùng núi cách xa bờ biển của Peru, Chachapoyas khá biệt lập so với các vùng khác của Peru. Nó được kết nối bằng những chuyến xe buýt đến Chiclayo và Cajamarca, cùng các chuyến bay nội địa xuất phát từ sân bay Chachapoyas.
Chachapoyas cũng chính là thủ phủ của cả vùng Amazonas. Nó được thành lập vào ngày 5 tháng 9 năm 1538 bởi nhà chinh phục người Tây Ban Nha Alonso de Alvarado. Nông nghiệp địa phương bao gồm các sản phẩm như mía, phong lan, cà phê. Thành phố nằm ở vùng chuyển tiếp giữa dãy núi Cordillera Occidental khô cằn và Cordillera Blanca nhiều mưa, cho phép nó nhận được lượng mưa trung bình hàng năm không lớn quá mức như những khu rừng mưa nhiệt đới ở các thị trấn xa hơn về phía đông, chẳng hạn như Moyobamba.

## Lịch sử
Được đặt tên là San Juan de la Frontera de los Chachapoyas, thành phố lần đầu tiên được thành lập gần La Jalca, và sau đó là gần Levanto. Các địa điểm ban đầu của thành phố đã bị bỏ hoang do khí hậu, dịch bệnh và thiếu khả năng phòng thủ trước những nhóm người địa phương nổi dậy. Vị trí của thành phố đã thay đổi nhiều lần, cho đến khi nó được định cư ở địa điểm hiện tại ở độ cao 2.334 mét. Lúc đầu, khu định cư này đã không được xác định. Người ta tin rằng, những người thực dân Tây Ban Nha đã di rời thành phố đến vị trí hiện tại vào năm 1545.
Thành phố này vẫn lưu giữ được các công trình kiến trúc thuộc địa lớn bao gồm các sân trong và phòng khách có mái làm bằng gạch. Phía tây của thành phố là Plaza de Armas, một quảng trường hình tứ giác hoàn hảo với hai cạnh bên dài 100 mét. Nằm ở phía nam của quảng trường là đài tưởng niệm "Anh hùng của Arica", đại tá Francisco Bolognesi.
Từ thời kỳ phó vương có truyền thuyết kể rằng, tù trưởng thổ dân châu Mỹ Pantoja đã xin phó vương cho phép đặt một mái nhà bằng vàng trong ngôi nhà của mình. Kho báu này cùng nhiều kho báu khác có giá trị được giấu tại một trong số 40 hang động bao quanh thành phố.
Có một thời, một đầm phá được bao quanh bởi cỏ cói (Schoenoplectus californicus) và dừa. Từ những loại cây này, người ta đã sử dụng để xây dựng những ngôi đền của thành phố. Sân vận động Kuelap ngày nay được xây dựng chính tại vị trí đầm phá đó.

## Nhân vật đáng chú ý
- Pedro de Añazco, nhà truyền giáo Dòng Tên
- Gisela Ortiz, nhà hoạt động nhân quyền và chính trị gia
- Hernán Rengifo, cầu thủ bóng đá
- Toribio Rodríguez de Mendoza, học giả
- Blas Valera, nhà văn